# Ганс Розе
Ганс Розе (нім. Hans Rose; 15 квітня 1885, Шарлоттенбург — 6 грудня 1969, Вінтерберг) — німецький офіцер-підводник, капітан-цур-зее крігсмаріне. Кавалер ордена Pour le Mérite.

## Біографія
1 квітня 1903 року вступив в кайзерліхмаріне. У 1914 році призначений командиром корабля. Через рік вступив в училище підводників і прийняв командування підводним човном SM U-2. У 1916 році він став викладачем училища пдіодників, але його основною роботою було командування SM U-53 (з 22 квітня 1916).
У вересні 1916 року відплив до США. Наприкінці серпня 1916 року Розе отримав від Германа Бауера, командувача флотилією підводних човнів, завдання перетнути Атлантику і здійснити наступальні дії проти підрозділів торговельного флоту союзників біля узбережжя нейтральних на той час Сполучених Штатів. Корабель спішно пристосували для трансатлантичних подорожей. Розе отримав велику свободу у прийнятті рішень на місці, але йому наказали зайти в порт Ньюпорта, щоб продемонструвати американцям німецьку технічну думку. 15 вересня корабель покинув Вільгельмсгафен. 7 жовтня 1916 року він зайшов у порт Ньюпорта, чим викликав великий інтерес у місцевих жителів. Розе прийняв американських офіцерів як гостей на кораблі, відвідав командира флоту міноносців, дислокованого в Ньюпорті, надіслав листа німецькому послу у Вашингтоні і купив газету з докладним описом кораблів. Американці намагалися зупинити судно в порту, але у них не було для цього причин. Лише через дві з половиною години Розе покинув Ньюпорт і вирушив в Атлантичний океан. За межами територіальних вод його корабель почав атакувати транспортні кораблі союзників на очах екіпажів американських кораблів, що залишило американців безсилими як нейтральну країну.
Він попрямував до Німеччини після вичерпання запасу торпеді і 28 жовтня прибув на базу в Гельголанді. У лютому 1917 року він атакував конвої поблизу Британських островів.
Місія Розе викликала напругу між США та Великою Британією, американці виступили з офіційною заявою, в якій пояснили свою пасивність щодо корабля, який діяв за межами їхніх територіальних вод. Президент Вудро Вільсон надіслав послу Німеччини ноту з вимогою більше не повторювати напади на морському кордоні США. Дії Розе також стали предметом широкої дискусії в ЗМІ.
5 грудня 1917 року він потопив есмінець «Джейкоб Джонс». Розе, який був відомий своїм чесним підходом до ворога, після торпедування корабля відбуксирував рятувальні шлюпки і передав по радіо командуванню англо-американської бази в Квінстауні координати шлюпок.
Всього за час бойових дій потопив 81 торговий корабель загальною водотоннажністю 220 892 тонни і 1 військовий корабель (1050 тонн), а також пошкодив 9 торгових суден (45 606 тонн).
З 8 серпня 1918 року — офіцер Адміралштабу у штабі підводного флоту. Після підписання Комп'єнського перемир'я до 28 грудня 1918 року командував 2-ю півфлотилією підводних човнів. 5 лютого 1919 року переданий в розпорядження військово-морської станції «Нордзе», а 24 лютого звільнений у відставку.
Після звільнення з флоту жив в Ессені, до 1937 року працював на хімічному заводі Evonik Goldschmidt. Під час окупації Рура в 1923 році був ненадовго взятий в полон бельгійсько-французькими окупаційними військами.
24 травня 1939 року переданий в розпорядження крігсмаріне. Певний час працював в інспекції озброєнь 6-го військового округу в Мюнстері. З 1 жовтня 1939 року — керівник військово-морської групий військово-економічного командування в Кракові. В кінці жовтня переведений в штаб командувача підводними човнами. З 1 лютого 1940 року — командир 1-ї навчальної дивізії підводних човнів в Плені. З 30 квітня 1940 року — начальник штабу адмірала північного узбережжя Норвегії. З 1 липня 1940 року — комендант морської оборони Тронгейма. 7 травня 1943 року переданий в розпорядження військово-морської станції «Остзе» і відправлений у відпустку. 31 липня 1943 року звільнений у відставку.

## Звання
- Морський кадет (1 квітня 1903)
- Фенріх-цур-зее (15 квітня 1904)
- Лейтенант-цур-зее (28 вересня 1906)
- Оберлейтенант-цур-зее (15 липня 1908)
- Капітан-лейтенант (14 липня 1914)
- Корветтен-капітан запасу (24 листопада 1919)
- Корветтен-капітан до розпорядження (24 травня 1939)
- Фрегаттен-капітан запасу (27 серпня 1939) — підвищений з нагоди 25-ї річниці битви під Танненбергом.
- Капітан-цур-зее (1 липня 1942)

## Нагороди
- Орден Меджида 4-го класу (Османська імперія; 8 лютого 1913)
- Залізний хрест 2-го і 1-го класу
- Ганзейський хрест (Бремен)
- Королівський орден дому Гогенцоллернів, лицарський хрест з мечами (2 листопада 1916)
- Фотографія імператора (1917)
- Pour le Mérite (20 грудня 1917)
- Нагрудний знак підводника (1918)
- Почесний хрест ветерана війни з мечами